# Bodianus bilunulatus
Bodianus bilunulatus е вид лъчеперка от семейство Labridae.

## Разпространение
Видът е разпространен в Австралия, Британска индоокеанска територия, Йемен, Индия, Индонезия, Кения, Коморски острови, Мавриций, Мадагаскар, Майот, Малайзия, Малдиви, Микронезия, Мозамбик, Нова Каледония, Палау, Провинции в КНР, Реюнион, Сейшели, Сомалия, Тайван, Танзания, Филипини, Шри Ланка, Южна Африка и Япония.